# CIMB Classic
Le CIMB Classic est un tournoi professionnel de golf disputé à Kuala Lumpur, en Malaisie, co-sanctionné par l'Asian Tour et le PGA Tour. Disputé en fin d'année, il compte pour la saison suivante du PGA Tour, dont il est généralement le deuxième tournoi de la saison.
Créé en 2010, c'est le premier événement sanctionné[style à revoir] par le PGA Tour en Asie du Sud-est. il compte pour l'Asian Tour depuis la première édition, mais n'est qu'un tournoi non officiel sur le PGA Tour jusqu'en 2012. Début octobre 2013, mais pour le compte de la saison 2014, il acquiert le statut de tournoi officiel sur le PGA Tour. Par conséquent, le champ est augmenté à 78 joueurs, le tournoi attribue des points pour la FedEx Cup et le gagnant est qualifié pour le Masters. La dotation est de 7 millions de dollars, une des plus hautes dotation pour un tournoi joué en Asie du Sud-Est, comme le WGC-HSBC Champions et le défunt BMW Masters.

## Vainqueurs
| Année                                           | Saison                             | Saison                             | Vainqueur                          | Nationalité                        | Score                              |
| Année                                           | Asian                              | PGA                                | Vainqueur                          | Nationalité                        | Score                              |
| CIMB Classic (Asian Tour/PGA Tour)              | CIMB Classic (Asian Tour/PGA Tour) | CIMB Classic (Asian Tour/PGA Tour) | CIMB Classic (Asian Tour/PGA Tour) | CIMB Classic (Asian Tour/PGA Tour) | CIMB Classic (Asian Tour/PGA Tour) |
| ----------------------------------------------- | ---------------------------------- | ---------------------------------- | ---------------------------------- | ---------------------------------- | ---------------------------------- |
| 2017                                            | 2017                               | 2018                               | Pat Perez                          | États-Unis                         | 264 (-24)                          |
| 2016                                            | 2016                               | 2017                               | Justin Thomas (2)                  | États-Unis                         | 265 (-23)                          |
| 2015                                            | 2015                               | 2016                               | Justin Thomas                      | États-Unis                         | 262 (-26)                          |
| 2014                                            | 2014                               | 2015                               | Ryan Moore (2)                     | États-Unis                         | 271 (-17)                          |
| 2013                                            | 2013                               | 2014                               | Ryan Moore                         | États-Unis                         | 274 (-14)                          |
| CIMB Classic (Asian Tour)                       |                                    |                                    |                                    |                                    |                                    |
| 2012                                            | 2012                               | 2012                               | Nick Watney                        | États-Unis                         | 262 (-22)                          |
| CIMB Asia Pacific Classic Malaysia (Asian Tour) |                                    |                                    |                                    |                                    |                                    |
| 2011                                            | 2011                               | 2011                               | Bo Van Pelt                        | États-Unis                         | 261 (-23)                          |
| 2010                                            | 2010                               | 2010                               | Ben Crane                          | États-Unis                         | 266 (-18)                          |